# Копальня Казнок
Копальня Казнок — гірничодобувний майданчик на півночі Таджикистану, у Зеравшанському хребті (лівобережна частина сточища річки Зервашан).
Вперше корисну мінералізацію виявили в районі у 1933 році, при цьому на той час родовище Мушистон розглядали як арсенове (можливо відзначити, що в цей період СРСР запустив в Центральній Азії кілька арсенових копалень, які давали сировину для виробництва хімічної зброї). За кілька років звернули увагу на наявність олов'яної мінералізації, а в середині 1950-х провели розвідувальну кампанію на Мушистоні та в розташованій одразу на схід від нього долині струмка Казнок. За її результатами встановили наявність єдного олов'яного родовища Мушистон-Казнок, втім, концентрація корисного елементу була замалою, щоб викликати зацікавленість у його розробці.
Гірничодобувні роботи почались в Казноці у 2020 році, втім, вони не були пов'язані з зазначеними вище корисними копалинами — комерційний інтерес викликала розробка на флюорит з метою і забезпечення сировиною хімічного заводу в Яванському районі, що був споруджений компанією ТАЛКО (опікується Таджицьким алюмінієвим комбінатом). Роботи провадить дочірня структура «ТАЛКО Флюорит».
Потужність копальні становить 150 тисяч тонн руди на рік, з якої мають продукувати 40 тисяч тонн 97 % флюоритового концентрату. Також відомо, що на початковому етапі продукують 100—120 тонн концентрату на добу, проте за умови реалізації всього проекту цей показник можливо довести до 200 тонн на добу. Збагачення руди із випуском концентрату провадиться в селищі Саратаг, що лежить за два з половиною десятки кілометрів від копальні.